# ۵۳۰ (خورشیدی)
۵۳۰ پانصد و سیمین سال هجری خورشیدی است.